# Jesu slægt
Jesu slægt er beskrevet i to slægtbøger i Det nye testamente; det ene i Matthæusevangeliet kap. 1 vers 1-17 og det andre i Lukasevangeliet kap. 3, vers 23-38. Disse føjer sig i rækken af flere slægtsregistre i Bibelen, hovedsagelig i Det gamle testamente.

## Slægtslinje i Matthæusevangeliet
I Matthæusevangeliet beskrives, hvordan man kan føre Jesu slægt tilbage til Abraham, via David. Der er 42 slægtled fra Abraham til Jesus. Fra Abraham til David er der 14 slægtled. Fra David til Jekonja, der levede under bortførelsen til Babylon, er der også 14 slægtsled. Og fra Jekonja til Jesus er der også 14 slægtsled.
Jesu slægt fra Abraham frem til Jesus selv ser sådan ud i Matthæusevangeliet:
- Abraham
- Isak
- Jakob
- Juda
- Tamar
- Peres
- Hesron
- Ram
- Amminadab
- Nakshon
- Salmon
- Boaz
- Obed
- Isaj

- David
- Salomo
- Rehabeam
- Abija
- Asaf
- Joshafat
- Joram
- Uzzija
- Jotam
- Akaz
- Hizkija
- Manasse
- Amos
- Josija

- Jekonja
- Shealtiel
- Zerubbabel
- Abiud
- Eljakim
- Azor
- Sadok
- Akim
- Eliud
- Eleazar
- Mattan
- Jakob
- Josef
- Jesus

Slægtssystemet fungerer dengang sådan, at man skrev mændenes navne ned. Så Abraham er far til Isak osv. Dette foregår hele vejen ned til Josef. Her er der dog en lille ændring, for Josef er ikke far til Jesus. Ifølge bibelen er det Gud, der er far til Jesus.

## Slægtslinje i Lukasevangeliet
Lukasevangeliet fører slægtslinjen længere tilbage, helt tilbage til Gud. De yderligere slægtsled fra Abraham til Gud er (fra faderen og ned):
- Gud
- Adam
- Set
- Enos (eller Enosh)
- Kenan
- Mahalal'el
- Jared
- Enok
- Metusalem
- Lemek
- Noa
- Sem
- Arpakshad
- Kenan
- Shela
- Eber
- Peleg
- Re'u
- Serug
- Nakor
- Tera
- Abraham